# Costume traditionnel en Chine

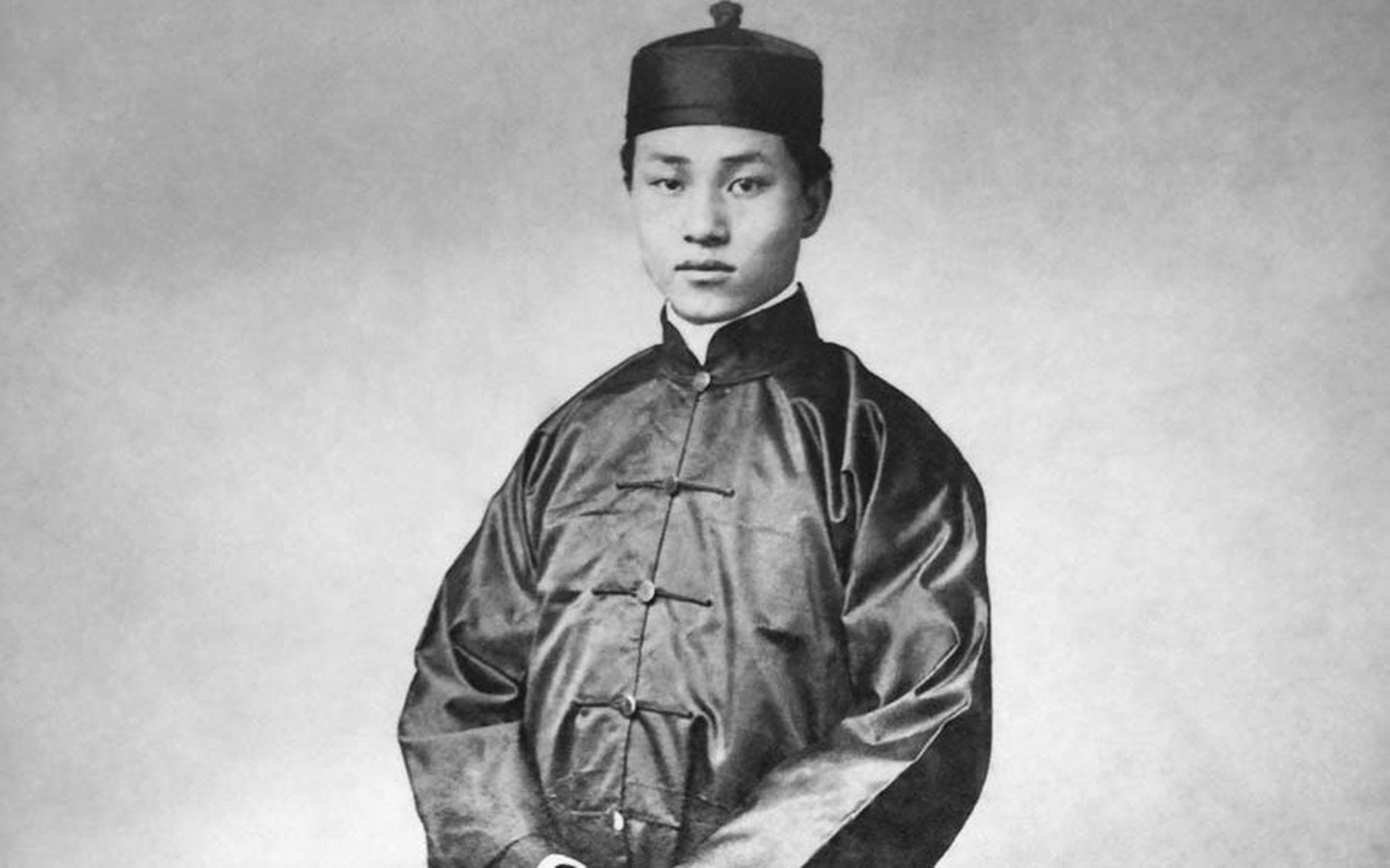
Chinois portant une chemise à col traditionnel mandarin, au début du XXe siècle.

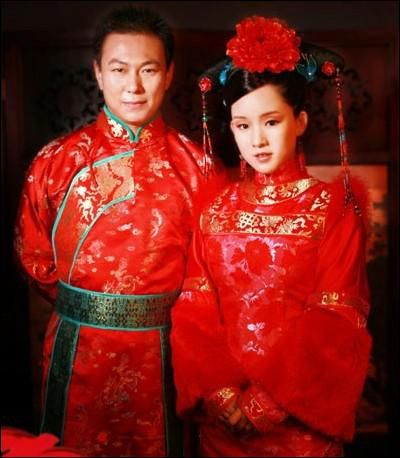
mariage en Chine entre un homme et une femme.

Les costumes traditionnels en Chine comprennent le hanfu traditionnel et les vêtements des minorités ethniques, ainsi que des variations modernes des robes chinoises indigènes. Les vêtements chinois sont façonnés par leurs traditions dynastiques ainsi que par des influences étrangères. Les vêtements chinois mettent en valeur les sensibilités de la mode traditionnelle de la culture chinoise et constituent l'une des facettes culturelles majeures de la civilisation chinoise.
Durant la période impériale, la montée de la dynastie Mandchoue Qing représente à bien des égards une nouvelle ère dans l'habillement chinois, avec certains styles devant être portés par tous les nobles et fonctionnaires. Finalement, ces styles se sont également répandus parmi les roturiers.
Les costumes traditionnels sont portés à l'occasion de fêtes spéciales[pas clair], telles que les mariages, le Nouvel An chinois ou la fête de la Lune[réf. nécessaire].